# Conservatoire de Saratov

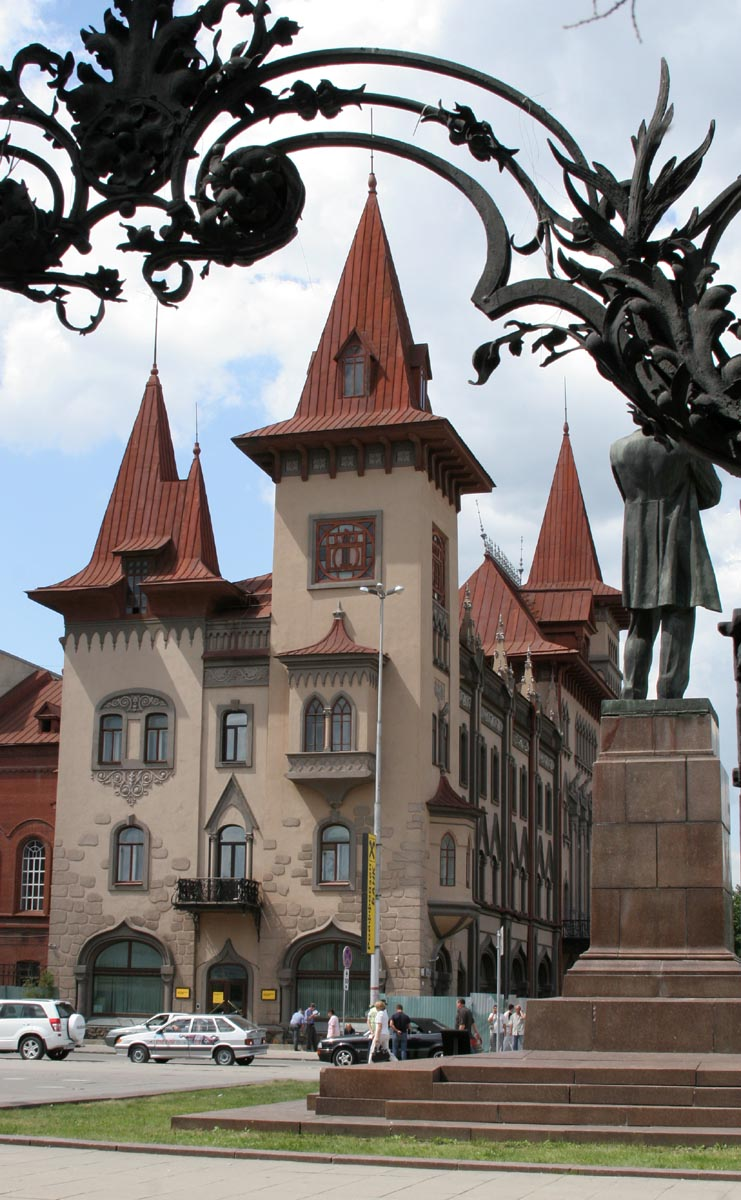
Vue du conservatoire.

Le conservatoire de Saratov; en forme longue: conservatoire d'État Sobinov de Saratov (Саратовская государственная консерватория имени Л. В. Собинова), est un conservatoire de musique situé à Saratov en Russie. Il a été fondé en 1912 sur la base de l'école de musique de Saratov. Il s'agit du troisième historiquement en Russie, après ceux de Saint-Pétersbourg et de Moscou.
Saratov est à l'époque la troisième ville de Russie en nombre d'habitants. L'édifice du conservatoire est construit en 1902 selon les plans de l'architecte Alexandre Jagn (1848-1922) dans le style néogothique allemand, pour abriter l'école de musique patronnée par la Société musicale impériale. Le gouverneur de Saratov, le comte Tatichtchev, obtient la formation du conservatoire de la part des autorités. L'édifice est remanié par l'architecte Semion Kallistratov avant l'inauguration en septembre 1912. La première année près d'un millier d'étudiants s'y inscrivent .
En 1935, le conservatoire est nommé d'après le ténor Leonid Sobinov, mort un an plus tôt. 
À l'automne 1941, le conservatoire de Moscou est évacué à Saratov, et les deux conservatoires fusionnent jusqu'à la fin de 1943, lorsque le conservatoire de Moscou retourne dans la capitale.
Aujourd'hui, le conservatoire est organisé en six facultés : de piano, de musique d'orchestre, de direction d'orchestre et de chant, d'histoire et de théorie de la musique, de théâtre, d'enseignement professionnel.

## Directeurs
- Stanislav Echsner (1912-1914)
- Iossif Slivinski (polonais : Józef Śliwiński) (1914-1916)
- Georges Conus (1917-1919)
- Emil Hájek (russe : Эмиль Ярославович Гаек) (1920-1921)

## Professeurs connus
- Arnold Azrikan
- Karl Wilhelm Brandt, (trompettiste)
- Viktor Egorov (artiste émérite de Russie)
- Ivan Lipaïev (trombone et histoire de la musique)
- Mikhaïl Medvedev (chant), il ouvre une classe de chant de musique de chambre en 1918[2]
- Roman Moïsseïev
- Józef Śliwiński
- Tatiana Stepanova (ballet)
- Natalia Tarassova (artiste émérite de Russie)

## Orchestre symphonique de Saratov et autres collectifs
Le conservatoire de Saratov est associé avec un orchestre symphonique formé en 1912 qui traditionnellement partage son chef d'orchestre avec l'orchestre philharmonique de Saratov. Outre cet orchestre, le conservatoire Sobinov comprend aussi un orchestre de chambre, une fanfare d'instruments à vent, un orchestre d'instruments populaires, l'ensemble d'instruments folkloriques Lel, l'ensemble de chants folkloriques Blagodat, une chorale folklorique, un chœur académique, l'ensemble de musique ancienne et contemporaine Musica Felice, le théâtre de musique nouvelle, la philharmonie des étudiants. 

## Salles
Le conservatoire Sobinov dispose de trois salles: la Grande Salle pouvant accueillir 469 spectateurs, avec un orgue de facture allemande de la maison W. Sauer (1984) et quatre pianos à queue de concert: un Yamaha, deux Steinway & Sons, et un Blüthner; la salle de concert dite théâtrale pouvant accueillir 216 personnes; et enfin la Petite Salle de 100 places qui dispose de pianos August Förster. Le conservatoire donne trois cents concerts par an, dont deux cents gratuits.

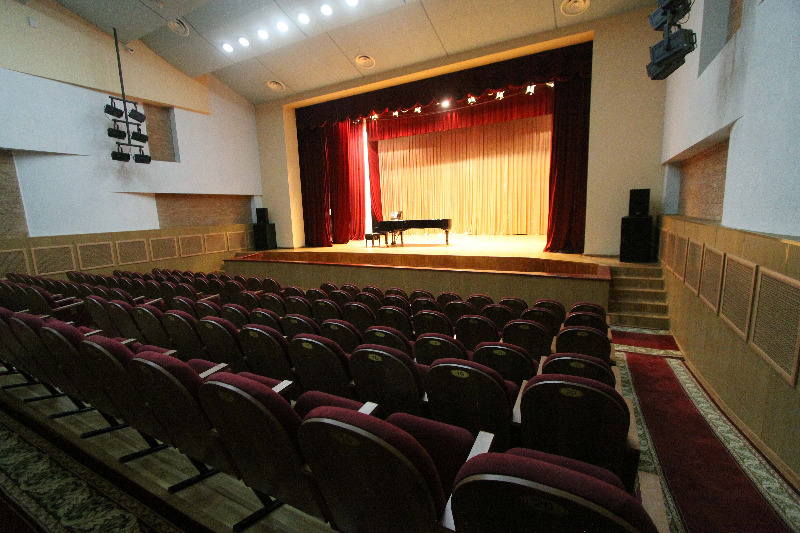
Salle théâtrale.
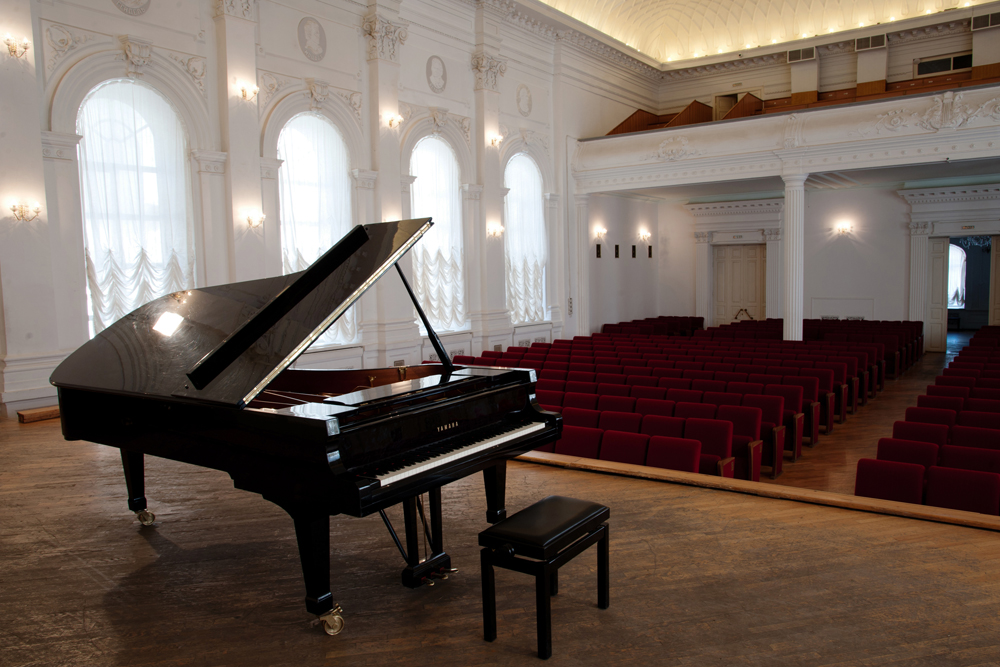
Grande Salle.
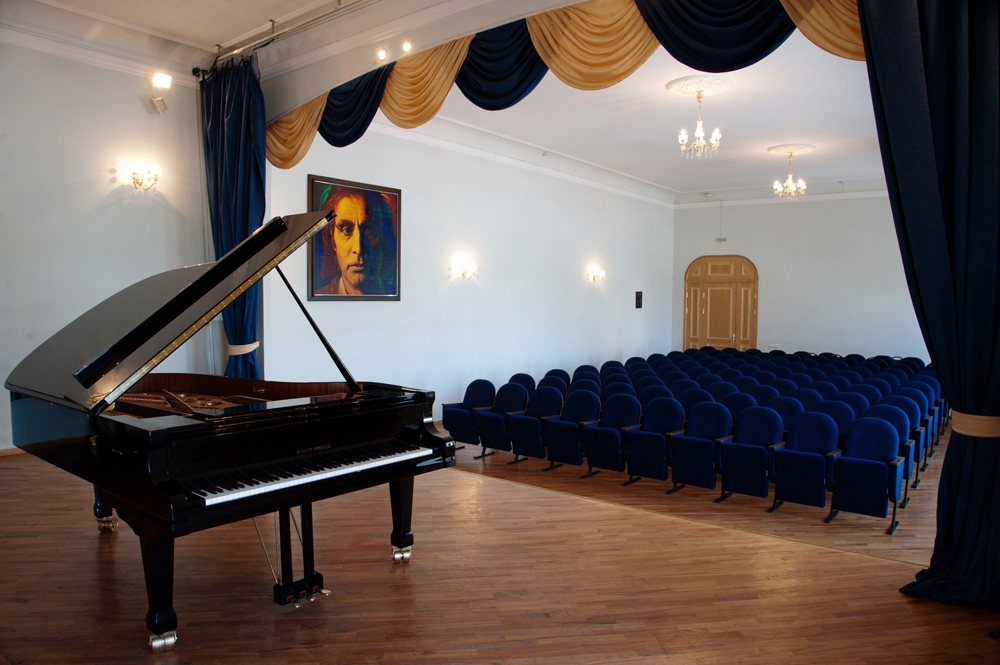
Petite Salle.